# Ricarda Funk
Pour les articles homonymes, voir Funk (homonymie).
Ricarda Funk, née le 15 avril 1992 à Bad Neuenahr-Ahrweiler (Allemagne), est une kayakiste allemande concourant au haut-niveau depuis 2008. Elle est sacrée championne olympique du kayak slalom aux Jeux olympiques d'été de 2020.
Son frère Alexander Funk (es) pratique aussi le canoë-kayak.

## Palmarès

### Jeux olympiques
- médaille d'or du K1 slalom aux Jeux olympiques d'été de 2020 à Tokyo

### Championnats du monde
- Médaillée d'or du K1 slalom par équipes aux Championnats du monde 2017 à Pau
- Médaillée d'or du K1 slalom aux Championnats du monde 2022 à Augsbourg
- Médaillée d'or du K1 slalom par équipes aux Championnats du monde 2022 à Augsbourg
- Médaillée d'argent du K1 slalom par équipes aux Championnats du monde 2018 à Rio de Janeiro
- Médaillée d'argent du K1 slalom aux Championnats du monde 2015 à Londres
- Médaillée de bronze du K1 slalom aux Championnats du monde 2018 à Rio de Janeiro
- Médaillée de bronze du K1 slalom aux Championnats du monde 2017 à Pau

### Championnats d'Europe
- Médaillée d'or du K1 slalom aux Championnats d'Europe 2025 à Vaires-sur-Marne
- Médaillée d'or du K1 slalom aux Championnats d'Europe 2023 à Cracovie (dans le cadre des Jeux européens de 2023)
- Médaillée d'or du K1 slalom aux Championnats d'Europe 2018 à Prague
- Médaillée d'or du K1 slalom par équipes aux Championnats d'Europe 2018 à Prague
- Médaillée d'or du K1 slalom aux Championnats d'Europe 2014 à Vienne
- Médaillée d'argent du K1 slalom par équipes aux Championnats d'Europe 2019 à Pau
- Médaillée d'argent du K1 slalom aux Championnats d'Europe 2015 à Markkleeberg
- Médaillée d'argent du slalom extrême aux Championnats d'Europe 2023 à Cracovie (dans le cadre des Jeux européens de 2023)
- Médaillée de bronze du K1 slalom aux Championnats d'Europe 2021 à Ivrée
- Médaillée de bronze du K1 slalom par équipes aux Championnats d'Europe 2023 à Cracovie (dans le cadre des Jeux européens de 2023)